# Marius Liebald
Marius Liebald (* 3. August 1990 in Darmstadt) ist ein deutscher Handballspieler.

## Karriere
Liebald begann im Alter von sieben Jahren beim südhessischen SV 1946 Crumstadt das Handball spielen. Im Jahr 2007 wechselte Liebald mit 16 Jahren zum TV Kirchzell. In den darauffolgenden beiden Spielzeiten lief der als abwehrstark geltende Spielmacher sowohl für die Herrenmannschaft in der 3. Liga als auch für die A-Jugend auf, die er 2009 als Kapitän zur deutschen Vizemeisterschaft führte. 2010 unterschrieb Liebald einen Vertrag beim TV Großwallstadt in der 1. Handball-Bundesliga, den er ein Jahr später um zwei Jahre verlängern sollte. Im Mai 2012 verletzte sich der 1,88 Meter große und 95 Kilo schwere Mittelmann schwer an seiner rechten Wurfschulter, die ihm bereits zuvor einige Zeit Probleme bereitet hatte. Durch die Folgen der anschließenden Operation sowie eines erneuten Sehnenabrisses in derselben Schulter im März 2013, sah sich Liebald gezwungen, im Alter von 22 Jahren vom aktiven Profisport zurückzutreten. Im April 2014 gab Liebald sein Comeback beim Zweitligisten TV Hüttenberg, wo er bis zum Saisonende einen Vertrag erhielt. Nach der Rückkehr aus Australien wurde Liebald 2017 vom TV Großwallstadt verpflichtet.
2010 begann Liebald das Studium der Wirtschaftswissenschaften an der Goethe-Universität in Frankfurt am Main, welches er im März 2014 erfolgreich beendete.

## Erfolge
- Deutscher A-Jugend-Vizemeister 2009
- 2. Platz EHF-Pokal 2011